# Agarista subrotunda
Agarista subrotunda är en ljungväxtart som först beskrevs av Johann Baptist Emanuel Pohl, och fick sitt nu gällande namn av George Don jr. Agarista subrotunda ingår i släktet Agarista och familjen ljungväxter. Inga underarter finns listade i Catalogue of Life.